# Grundschule am Insulaner
Die Grundschule am Insulaner ist eine Grundschule im Berliner Ortsteil Steglitz des Bezirks Steglitz-Zehlendorf. Der Name der Schule bezieht sich auf den nahegelegenen Berg Insulaner, der aus den Trümmern des Zweiten Weltkriegs aufgeschüttet wurde.

## Schulgebäude

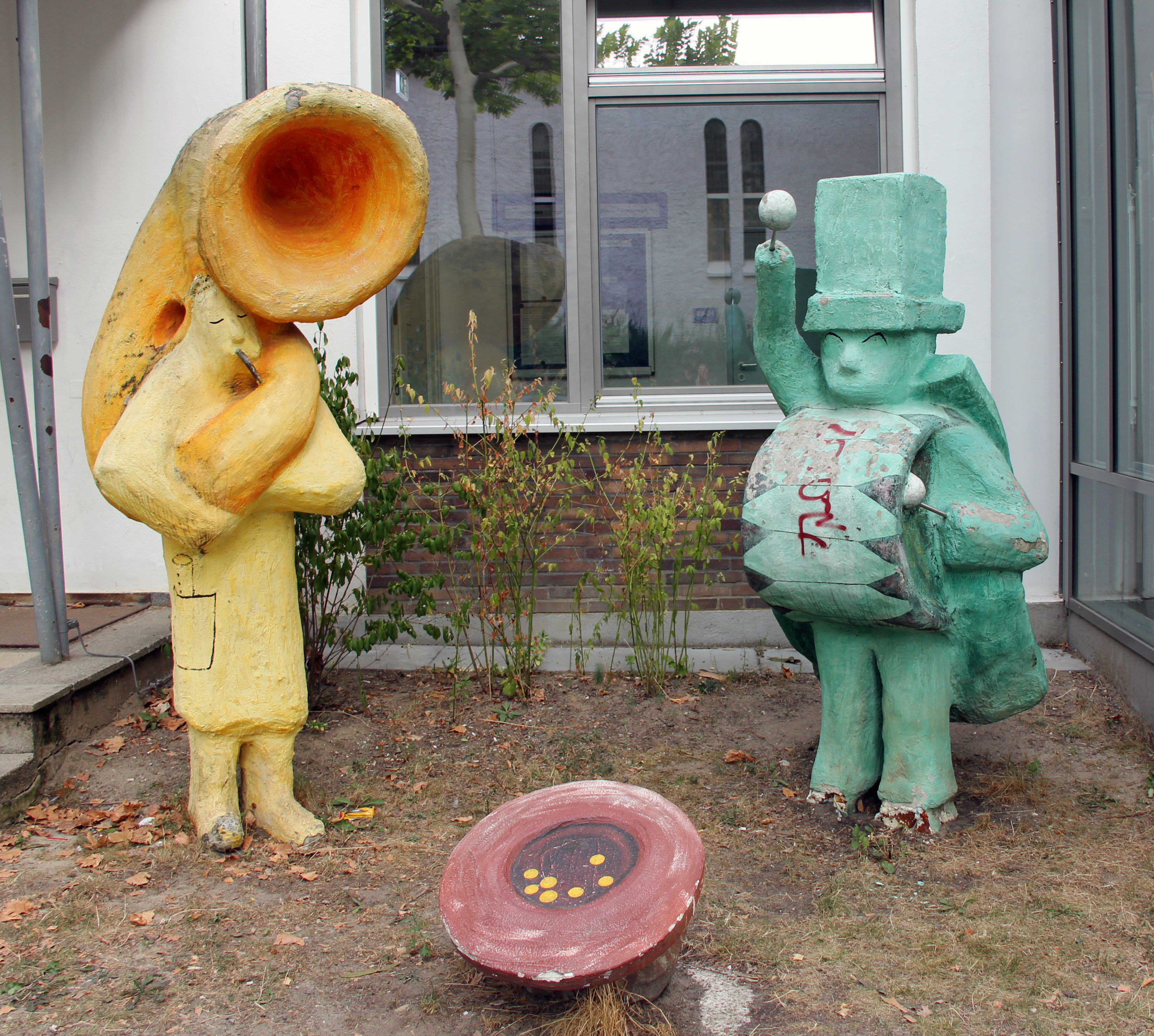
Skulptur Zwei Musiker und ein Hut vor dem Schulgebäude

Der Ursprung der Anlage geht auf das Jahr 1903 zurück. Otto Schaller (Generaldirektor der Glühlampenfabrik Julius Pintsch) erwarb das Grundstück für seine Familie. Im Jahr 1928 verkaufte er das Gelände an den Kaufmann Bernhard Leineweber. Dieser erwarb zusätzlich das Gelände der Gärtnerei Kotte am Kottesteig. 1938 veräußerte er die Liegenschaft zurück an die Familie Schaller, die weitere Umbauarbeiten veranlasste. Von nun an erfolgte die Nutzung als katholisches Altenheim. 1943 wurde das Altenheim bei einem alliierten Luftangriff durch eine britische Bombe komplett zerstört. Das Gelände wurde nach dem Zweiten Weltkrieg zum Anbau von Agrarprodukten genutzt.
Die Schule wurde am 28. März 1962 nach rund zwei Jahren Bauzeit eröffnet. Die Schulgebäude wurden aufgrund von Platzmangel der nahegelegenen 5. Grundschule Berlin nach Plänen der Architekten Völker & Grosse errichtet. Zur Zeit der Eröffnung gab es vier Schulhäuser. 1987 erfolgte eine Umstellung des Lehrplans, indem die Grundausrichtung der Schule zur Musikbetonung geändert wurde. Die Schule besitzt außerdem eine kleine Cafeteria, einen Sportplatz, einen Schulgarten und ein Feuchtbiotop.
Im Jahr 2006 begann der Bau eines Hort-Hauses, in dem nach Fertigstellung Schüler nach Unterrichtsschluss betreut werden können. Das Gebäude sollte zunächst im November 2007 fertiggestellt werden, wurde aber erst zu Beginn der Sommerferien 2008 eröffnet. Eine besondere Note bei der Erneuerung sollte durch unterschiedliche Farbgebungen der Gebäude erreicht werden. Eine Erneuerung des Schulhofs fand 2007 statt.
Als Fremdsprachen bietet die Schule ab der dritten Klasse die Sprachen Englisch und Französisch an.

## Musikbetonung
Seit 1987 wird in der Schule ein Schwerpunkt auf die Musikausbildung gelegt. Das bedeutet, dass jedem Kind der Schule die Möglichkeit eröffnet wird, ein oder auch mehrere Musikinstrumente zu erlernen und in fakultativen Arbeitsgemeinschaften das Spielen weiter zu verbessern.
| Klasse           | Musikunterricht |
| ---------------- | --- |
| 1. Klasse        | Musikalische Früherziehung |
| 2. und 3. Klasse | Blockflötenunterricht in kleinen Gruppen Singen-Spielen-Tanzen, Chor, Musiktheater, Rhythmische Bewegungserziehung, Möglichkeiten zum Wechsel des Instruments |
| 4.–6. Klasse     | Alt-Blockflöte, Violine, Cello, Querflöte, Gitarre, Klarinette, Saxophon, Klavier, Orchester, Band, Chor, Orff-Instrumentarium                                |

Zum Üben stellt die Grundschule am Insulaner die Instrumente, außer Blockflöte und Klavier, leihweise zur Verfügung. Der musikalische Unterricht wird in kleinen Gruppen und auch im Einzelunterricht durchgeführt. Zusätzlich werden Musik-Theater und Singen im Chor angeboten.

## Schulische Projekte
Der Insulanerlauf findet seit 1985 statt. Es ist ein Jogginglauf, der jedes Jahr unter den Schülern der Schule ausgetragen wird. Die Strecken verlaufen weitestgehend um die Schulgebäude herum. 2006 wurde der Name in Sponsorenlauf umgewandelt. Alle Schüler müssen sich dabei jeweils einen oder mehrere Sponsoren suchen. Der Sponsor gab einen Wert an, der gestiftet wurde. Damit konnten diverse Projekte finanziert werden, wie zum Beispiel die Unterstützung eines Patenkindes der Schule.
Die Schule nahm 2008 an dem Weltrekordversuch „Fit am Ball 3000“ teil. Ziel war es, anlässlich der Fußball-Europameisterschaft einen Fußball durch verschiedene deutsche Städte bis nach Basel zu dribbeln. Die Etappe der Grundschule am Insulaner führte vom Kurfürstendamm zum Brandenburger Tor.

## Arbeitsgemeinschaften
Das Projekt einer Segeln-Arbeitsgruppe wurde in den Medien gewürdigt.
Die Fußball-AG erreichte große Erfolge mit der Teilnahme an der WM der Schulen unter dem Gedanken „Fair Play for Life“. Dort erspielte die Schule Geld, das nach Guyana gestiftet wurde.
Außerdem werden die folgenden Arbeitsgemeinschaften angeboten: Modelle zur Geschichte, Tanz, Töpfer-AG, Laufen, Turnen, Geschichte Berlin-Brandenburg, Botanik – Jugend forscht, Werken, Textiles Gestalten, Sportförderunterricht, Theater-AG, Französisches Theater, BK-AG „Gesichter“.
Seit dem Jahr 2006 werden in der Schule auch Computerkurse für Kinder angeboten, die im Computerraum der Schule abgehalten werden.

## Förderverein
Der 1992 gegründete Förderverein der Grundschule am Insulaner e. V., finanziert Feste, Projekte, Zuschüsse für Klassenfahrten, Unterrichtsmaterialien und Spielgeräte.